# Saint-Just-sur-Dive
Saint-Just-sur-Dive é uma comuna francesa na região administrativa da Pays de la Loire, no departamento de Maine-et-Loire. Estende-se por uma área de 7,24 km². Em 2010 a comuna tinha 388 habitantes (densidade: 53,6 hab./km²).